# Caccobius elephantinus
Caccobius elephantinus är en skalbaggsart som beskrevs av Vladimir Balthasar 1967. Caccobius elephantinus ingår i släktet Caccobius och familjen bladhorningar. Inga underarter finns listade.